# Gernot Sieg
Gernot Sieg (* 4. April 1966 in Bremen-Vegesack) ist ein deutscher Wirtschaftswissenschaftler. Er ist ordentlicher Professor für Volkswirtschaftslehre und hat den Lehrstuhl für Industrieökonomik, insbesondere Infrastruktur- und Verkehrsökonomik der Universität Münster inne. Er ist Direktor des Instituts für Verkehrswissenschaft Münster und Director des Münster Center for Economic Policy.

## Leben
Sieg schloss seine Schulbildung 1985 am Gerhard-Rohlfs-Schulzentrum des Sekundarbereichs 2 in Bremen-Vegesack mit dem Abitur ab. Von 1985 bis 1990 studierte er Mathematik und Wirtschaftswissenschaften an der Universität Trier mit dem Abschluss Diplom-Wirtschaftsmathematik. Sieg promovierte 1993 und habilitierte sich 1999 an der Universität Göttingen. Danach war er bis 2013 an der TU Braunschweig, zuerst als Vertretungsprofessor für Volkswirtschaftslehre, seit 2006 als Direktor des Instituts für Volkswirtschaftslehre. Er wechselte 2013 an die Universität Münster und übernahm die Leitung des Instituts für Verkehrswissenschaft Münster. Im Jahr 2013 wurde er in den Wissenschaftlichen Beirat beim Bundesminister für Digitales und Verkehr berufen, dessen Vorsitzender er seit dem 1. Januar 2024 ist.
Längere Forschungsaufenthalte verbrachte Sieg u. a. an der University of Southern California und der Freien Universität Bozen.
Sieg ist Experte für Verkehrsmärkte und Verkehrsinfrastruktur und befasst sich mit Fragen der Organisation kollektiver Aufgaben im Verkehrssektor. Bekannt sind seine Arbeiten zur Helmpflicht für Fahrradfahrer, zur Straßenmaut oder zum Deutschlandtakt.

## Schriften (Auswahl)
- mit Christina Brand, "An integral interval timetable for long-distance passenger rail services: Time to reconsider targeting on-track competition." In: Economics of Transportation 32, 2022, 100285.
- mit Kathrin Goldmann, "Quantifying the phantom jam externality: the case of an Autobahn section in Germany." In: European Transport Research Review 13, Article 12, 2021.
- "Das verschmähte Instrument der (Fernstraßen- oder City-) Maut." In: List Forum für Wirtschafts- und Finanzpolitik 46, 2020, 213–225.
- mit Thomas Hagedorn, "Emissions and External Environmental Costs from the Perspective of Differing Travel Purposes." In: Sustainability 11(24), 2019, 7233.
- mit Thorsten Heilker, "A duopoly of transportation network companies and traditional radio-taxi dispatch service agencies." In: European Journal of Transportation and Infrastructure Research, 18 (2), 2018.
- mit Inga Molenda, "To pay or not to pay for parking at shopping malls - A rationale from the perspective of two-sided markets." In: Journal of Transport Economics and Policy 52(3), 2018, 283–297.
- "Costs and benefits of a bicycle helmet law for Germany", Transportation 43 (5), 2016, 935–949.
- "Nichtintendierte Effekte einer Helmpflicht für Fahrradfahrer in Deutschland", List Forum für Wirtschafts- und Finanzpolitik, Sonderheft 2014, 322–331.
- mit Uwe Kratzsch und Ulrike Stegemann, "An international agreement with full participation to tackle the stock of greenhouse gases." In: Economics Letters 115(3), 2012, 473–476.
- "Grandfather rights in the market for airport slots" In: Transportation Research Part B: Methodological 44, 2010, 29–37.
- Weitere Publikationen bei Research Papers in Economics/RePEc

## Belege
1. 1 2  Kürschners Deutscher Gelehrtenkalender Online Gernot Sieg. Abgerufen am 8. März 2023.
2. ↑  Münster Center for Economic Policy |. Abgerufen am 12. März 2023.
3. ↑  Prof. Gernot Sieg erneut in den Wissenschaftlichen Beirat beim BMVI berufen. Abgerufen am 8. März 2023.
4. ↑  BMDV - Wissenschaftlicher Beirat. Abgerufen am 11. Januar 2024.
5. ↑  Katalog der Deutschen Nationalbibliothek. Abgerufen am 6. März 2023.
6. ↑  Holger Dambeck: Fahrradhelm-Pflicht in Deutschland brächte mehr Schaden als Nutzen. In: Der Spiegel. 31. März 2014, ISSN 2195-1349 (spiegel.de [abgerufen am 6. März 2023]).
7. ↑  Gernot Sieg: Das verschmähte Instrument der (Fernstraßen- oder City‑) Maut. In: List Forum für Wirtschafts- und Finanzpolitik. Band 46, Nr. 2, Dezember 2020, ISSN 0937-0862, S. 213–225, doi:10.1007/s41025-020-00197-x (springer.com [abgerufen am 6. März 2023]).
8. ↑  Imre Balzer: Citymaut statt Ausländermaut. In: Die Zeit. 21. Juni 2019, abgerufen am 6. März 2023.
9. ↑  Christina Brand, Gernot Sieg: An integral interval timetable for long-distance passenger rail services: Time to reconsider targeting on-track competition. In: Economics of Transportation. Band 32, Dezember 2022, S. 100285, doi:10.1016/j.ecotra.2022.100285 (elsevier.com [abgerufen am 6. März 2023]).

| Personendaten    | Personendaten                        |
| ---------------- | ------------------------------------ |
| NAME             | Sieg, Gernot                         |
| KURZBESCHREIBUNG | deutscher Wirtschaftswissenschaftler |
| GEBURTSDATUM     | 4. April 1966                        |
| GEBURTSORT       | Bremen-Vegesack                      |